# 문 (프로그래밍)
컴퓨터 프로그래밍에서 문(文, 영어: Statement)은 명령형 프로그래밍 언어의 가장 작은 독립 요소이다. 프로그램은 하나 이상의 문이 연결되어 형성된다. 문은 식(영어: Expression)과 같은 내부 요소를 포함할 수 있다.
C를 포함한 많은 프로그래밍 언어는 실행 코드와 정의를 포함하는 문과 더불어 문과 정의 사이에 구별을 둔다. 단순 문과 복합 문 사이에 구별을 둘 수 있다. 뒤에 나오는 것은 구성 요소로서의 문을 포함한다.

## 문의 종류

### 단순 문
- 대입문: A = A + 1;
- 함수: CLEARSCREEN();
- 리턴문: return 5;
- GOTO문: GOTO 1;
- 선언문: int i;

### 복합문
- 구문 블록
- IF문
- switch문
- While 루프
- Do-while 루프
- For 루프

## 같이 보기
- 제어 흐름
- 식 (반대말)